# 华南虎
华南虎（學名：Panthera tigris amoyensis）也称厦门虎、中国虎、南中国虎，是中国独有的老虎亚种，在許多中国民间传说和文献记录中都有出現。19-20世紀，被以制作中藥、威胁人畜安全等為由大量獵殺，1977年後雖已立法禁止，但數量已不足以恢復。最后一隻野生华南虎在1994年被射杀，之后再无确凿证据证明野生个体存在，被懷疑已经野外滅絕。
种名 amoyensis 意为“厦门(Amoy)的”。

## 外形
华南虎属于中等体型的虎，小于同处于亚洲大陆的东北虎和孟加拉虎，但是大于苏门答腊虎，雄虎身长约2.5m，重约150 kg，雌虎身长约2.3m，体重约110kg。尾长80-100cm。华南虎的头骨要明显的小于东北虎和孟加拉虎，雄虎头骨的平均长度仅为318mm。从形态学上看华南虎和其他虎亚种的区别最大，头骨长度与头骨宽度的比值较大，体型修长，腹部较细，更接近老虎的直系祖先被认为是一个古老的亚种。
华南虎的条纹数量可能是虎的所有亚种里面最少的，毛皮上有既短又窄的条纹，条纹的间距较孟加拉虎和东北虎的大，体侧还常出现菱形纹。

## 分布
华南虎主要栖息于海拔3000m以下的阔叶林、针阔叶混交林和浓密灌丛中，是一种较为典型的森林动物。一般要求栖息地的森林覆盖率在50%左右。在過去，華南虎幾乎遍布中國各地，數量也最多。其分佈遠除華南以外，還包括華東、華中、西南的廣闊地區，甚至陝南、隴東、豫西和晉南等個別地區亦曾發現過。史书上对明末清初的四川有“虎豹形如魑魅饕餮，穿屋逾颠，逾重楼而下，攫其人，必重伤且毙，即弃去，又不尽食也”的记载。直至清末四川人口暴增大量森林灌木被开垦为耕地，城镇“虎患”才被解除。
直到1940年代在全中國仍然有约4000隻华南虎，多分佈於江西、廣東、湖南、福建、浙江、貴州，但由於人類大量獵殺，將虎骨、虎膽等製成藥材，數目大減。20世紀中期，南嶺地區成為華南虎的分佈中心，而鄰省的浙江、湖北、四川分佈則不太均勻。自1970年代末、80年代初，最后捕到的幾隻野生虎，過去20年來有人聲稱見到野生華南虎，但未獲証實。

## 生活習性
與其他的虎的亞種相似，華南虎以獵食約15到200千克的有蹄類動物為主，包括野猪、苏门羚、水鹿、麂等，有时也会捕食在地面上活动的灵长类，雄性華南虎則會攻擊較大型的獵物，如亚洲黑熊等。21世纪以来由于华南虎的缺失，中国野猪的数量有泛滥的趋势。
華南虎雖不喜歡長途泅水，卻能游過較狹窄的海峽，出現在像廈門等地的島嶼上。

## 發現与命名
19世紀初，美國自然學家卡德威尔到福建獵虎以製作標本，偶然在廈門島內發現一種體型小於東北虎、毛色深濃、頭部有「王」字斑紋的新虎種，遂向世界公佈消息，並將之定名為「廈門虎」。
Panthera tigris amoyensis（华南虎）这个学名是1905年由德国动物分类学家 Hilzheimer 依据5个产自汉口的虎头骨标本後所定名的。amoyensis这个名字是amoy（厦门）的拉丁化名词，这是因为华南虎最早被发现于厦门岛而定名的。
1916年4月15日黃昏，一隻華南虎從南太武（今漳州境內）隔海泅遊，並起伏於離鼓浪嶼港仔後不遠的海面上；次日一早，該虎便被當時鼓浪嶼工部局的巡捕擊斃在日光岩腳下、中華路附近的一條巷（後稱「虎巷」）內。

## 研究與保护
滅絕過程
民國時期
民国時期，虎患问题越来越严重，为了保护自己，群众自发组建打虎队，这一时期华南虎加速消失，从几十万隻很快就只剩下上万隻。
中共建國後
1950年前後，中国進行了全民性質的以消滅老虎和豹子、野豬等危害農業生產為主題的打虎除豹運動，大規模的獵殺華南虎，僅僅1956年，全國就收購了虎皮1,750張。在华东地区，江西捕杀的老虎数量在全国是最多的，从1950年代，江西捕虎146頭，1960年代，江西捕虎85頭；福建捕杀的也不少，约 500隻左右；1966年，就连安徽也都捕到过虎。在华南地区，湖南各地陆续成立1000多隻猎虎队，从1952年到1953年，捕杀的老虎数量高达170隻，十年間更是捕殺了647隻；在粤北、粤东等地，1953年至1963年，有一个专业打虎队共捕杀了130多隻虎；1960-1963年河南省至少捕杀华南虎60隻。在西北和西南地区，华南虎向来较少，但同樣遭到大肆捉捕。1959年，贵州有30多头华南虎被猎捕；到了60年代，大巴山地区已经不见华南虎的踪迹，秦岭地区的华南虎也灭绝。在華北地區，從1964年佛坪山一山民獵殺過一隻野生華南虎後，至今秦嶺地區就再也沒有看到人跡過的陝西華南虎的身影。
截至1976年，中国華南虎的物種數目由1950年代初的4000多隻急降至80隻以下，已經不足以進行大規模繁衍。在江西，1970年后，华南虎年捕猎量不到10隻，1970年代共計捕得33頭，山西最后捕获华南虎的时间在1974年，1975年以后再没捕到过华南虎；在浙江，每年捕虎3隻左右；在河南，70年代初每年捕虎7隻左右；在广东，年猎捕华南虎不到10隻，1979年，全國僅收得1張虎皮。
1977 年，文革四人幫被推翻，中国政府的對虎政策開始有所轉變，並立法禁止捕殺任何野生虎，1979年，林业部明文禁止猎杀华南虎，但直至1986年，中国各地仍陸續有獵捕華南虎的現象。1989年，《中华人民共和国野生动物保护法》颁布，华南虎正式被法律列为国家一级重点保护动物，1993年，中國政府明令禁止虎骨交易，並將虎骨從官方藥典中刪除。然而，繼1994年一隻華南虎在湖南被射殺和1999年江西宜黃華南虎殺人事件後，再無確切證據支持華南虎仍在野外存在。至於華北的華南虎則早在1978年便已滅絕，最後出現點為山西。
1999年7月4日，宜黃發生华南虎伤人致死事件。消息一传出便引起了相關部門的高度重视，专家多次到宜黄考察，发现了大量的虎踪、虎讯。半年之后，2000年2月28日，江西省林业厅正式宣布：江西发现了野生华南虎，确认以宜黄县神岗乡鱼牙嶂为中心的雩山山脉，至少生存着5只野生华南虎（雄雌成年虎各一隻，幼虎三隻）的种群。
2000年，江西宜黃再發生華南虎襲擊家禽事件，現場遺留的毛髮最終被確認為華南虎所留。
1999‒2005年,，在江西宜黄县进行了华南虎的野外调查， 收集到大量的华南虎踪迹信息， 其中包括15次足迹信息， 估计宜黄境内有1‒2个华南虎繁殖种群，数量为5‒8隻。
相關研究
根據1980~1982廣東省昆蟲研究所的調查，華南虎仍有30~40隻，分佈在粵桂湘贛黔川鄂豫8省。
1990~1992年，中國林業部與WWF合作針對粵桂湘閩四省進行調查，雖未發現實體，但發現了一些痕跡，因此調查認為4省交界處有20~30隻老虎。
1996~2000年，全国野生动物资源调查中各個有虎省都做了虎的相關調查，結果為：浙江3隻，江西4隻，湖北、湖南各5隻，广东7隻，贵州9隻，總計為20~30隻。同一時期，廣東省也做了相關調查，結論是境內仍有5~7隻華南虎，分別為阳山、乳源、连山数量有3~5隻；车八岭天平架1隻；仁化、南雄、乐昌1隻。
1998年，國家林業局組織第二次全國華南虎調查。調查一開始由東北林業大學副教授金崑負責。調查收集到不少信息，包括目擊、咆哮、腳印、抓痕、毛髮、獵物骨架或殘骸等，但沒有發現可靠的證據。
2000至2001年，国家林业局和世界自然基金会（WWF）进行的全国野生华南虎及其栖息地大规模调查，没有看见一只野生虎的身影。在这次调查之后，学术界认为野生华南虎已经灭绝。
2007年冬季，华南濒危动物研究所开展了“粤北野生华南虎野外调查”项目，但最终未发现野生华南虎存在的痕迹。
疑似案例
2003年春，海拔2660米的猴子石保护站，一百余人集体种树。有种树人员突然发现一具在附近搭棚修炼的中年和尚的尸骸，仅剩下头颅和腿脚。保护站站长袁裕豪观察发现，没有任何食物和炊具的和尚是在离开修炼处前往公路、距离还只有50米处时，被拖下去100多米，然后吃掉的，被懷疑是老虎所為。
同年9月5日下午，在保护站附近又有人目擊老虎，由于海拔高，保护站常年烤火。那天，雨也大，雾也大，风向也不对，烤火的烟倒灌进房子里，目擊者只好带着一只狗去屋外散布，呼吸新鲜空气。走到附近公路上，突然狗拼命往他腿下钻。他往前一看，发现四五十米远处，一只老虎竟然在往山包上爬，而老虎前面100多米，有一隻苏门羚。
2007年9月下旬，湖北竹溪县地方植物考察人员在湖北省与陕西交界的竹溪县丰溪镇光顶山海拔约2400米的箭竹林下，发现大型猫科动物足迹。足迹长约9厘米，宽约10.5厘米，趾印成卵圆形，被懷疑是華南虎的腳印，而華南虎最後在湖北的可考紀錄出現在1983年。
2008年，江西宜黃再有男子疑似目擊華南虎，經專家团队調查後，在科考成果鉴定会上，专家确认，有两处痕迹为华南虎的脚印。為2002年發現華南虎糞便及腳印以來首次。
2010年的时有遊客在江西三清山发现疑似老虎的动物，再次引发热议，并且該遊客還拍了一张照片，但由於距離過遠無法判斷是否為華南虎。
2011年，神农架科学考察队於6月7日在神农架发现的大量大型猫科动物留下的梅花足印和毛发，初步推断是一隻体型较大的虎所留，考察队长王方辰说，从现场系列痕迹链到后续室内所做分析比对，科考队员在认真、慎重地深入研究后初步认定，脚印和毛发的所有特征均指向华南虎，至於神農架老虎的最後記載則出現在1993年。
保護行動
广东韶关市于1990年建立了粤北华南虎自然保护区，总面积290467公顷。根据该保护区近10年调查显示，华南虎在粤北山区活动频繁，区内先后发现华南虎挂抓、脚印、粪便、虎啸等信息36次，仅2002年就发现5次，其中2002年5月18日在乐昌市杨东山海拔1400多米处发现了华南虎粪便；同年11月28日又在仁化县长江镇腊树下的地方发现华南虎一次咬死了5头黑山羊，并留下明显的脚印。据该保护区工作人员多年来的观察和研究，估计该地区有华南虎6隻在活动（分別為5隻成年虎，一隻幼虎）。

## 圈养状况
中国华南虎的圈养始于1955年。当年从四川野外捕捉了一隻雌性华南虎，呼名“猛子”（Meng Zi），谱系号为“1”。先运到河北, 暂养一段时间后，转运到上海圈养了15年，1970年又运到合肥逍遥津动物园，同年死去。1955-2001年间的46年来国内先后有 40 家大、中城市的动物园或公园饲养过307隻（谱系登录的个体数）华南虎。其中雄虎158隻，雌虎117隻，另有32隻幼仔因刚一出生即死亡，未记录其性别。在国外仅有苏丹和朝鲜等国的4家动物园饲养展出过6隻华南虎。
截至2010年10月，全世界人工饲养的华南虎数量共有110隻左右。在中國大陸它们位於各省市的動物園，但近親繁殖問題嚴重。研究員、探險家在華南地區四處尋找，但至今仍未有實質證據顯示仍有野生華南虎存在。 科學家對中國動物園裡的華南虎進行基因研究，發現牠們都是雜交品種，所有圈養虎其實都有東南亞虎的基因。
蘇州的中國華南虎蘇州培育基地，當中先後有5隻在南非進行野化訓練，並在南非共繁殖了7隻幼崽。
截至2024年，中国各动物园圈养的华南虎250餘隻，全部为贵阳黔灵山公园中的1雄虎2雌虎和上海动物园中1雄虎2雌虎等6只个体的后代。

## 復育
为了改变华南虎野外灭绝的命运，“拯救中国虎国际基金会”从2000年起相继在英国和香港创立的慈善基金会，旨在拯救中国虎。它是中国境外唯一一个以拯救濒危的中国虎为宗旨的慈善机构。为了实现野化，重新放归华南虎的目标，“拯救中国虎重引入”项目设了两个主要分项目：中国虎野化工程和中国的中国虎试点保留地项目。
通过把圈养华南虎带到南非训练它们的捕食技能来恢复华南虎的野性以期达到最终放归自然的目的。选择南非建立野化基地是因为那里具有良好的天然资源，专业的人员和大量野化动物的经验，同时也可以提供大片空地和供老虎捕食的猎物（老虎和狮子的猎物有很多共同点）。从2003年9月两隻动物园出生的幼虎从中国运抵南非开始到今天野化项目进行得非常成功，运到南非的老虎共繁殖了15隻後代（第二代加上第三代），存活11隻。由於一代虎已经掌握了捕食技能，二代虎已经不需要人类教他们如何捕食而只要向自己的母亲学习就可以了。该项目最初计划是在2008年将第二代或者第三代具有捕食能力的虎後代送回到中国建立的老虎试点保留地中，同时一代虎继续在南非繁殖。但是由于中国选址建区等工作进展比预期的缓慢，至今工程未能让老虎们“荣归故里”。
从2001年开始拯救中国虎国际基金会和中国林业局野生动物研究中心就组织了拯救中国虎南非专家组和中国专家在中国四省十个被选地进行了考察。南非专家于 2003 年 11 月抵达重庆市，之后在四川、湖南、江西和福建进行了为期一个月的考察。拯救中国虎南非组由皮兰斯伯国家动物园第一任园长 Jeremy Anderson 博士率领。第二轮在 2004 年 2-3 月对被选地前两名进行了经济评估考察。湖南和江西同时被推荐为中国虎重引入先锋保留地，等待中国林业局批准。一旦合适的地点被确定，栖息地的重建工作将在拯救中国虎国际基金会的南非专家的指导下进行。具体讨论围栏计划，围栏之后引入猎物种群和其他食肉动物到试点保留地，建立良好的保留地华南虎管理体系和机制，为中国虎从南非返回家园做好准备。

## 文化
- 《功夫熊貓》中的悍嬌虎（虎妞）為華南虎。
- 广东宏远篮球俱乐部常被大众称为“广东华南虎”。
- 广州足球俱乐部吉祥物形象设计以华南虎为创作原形。
- 华南理工大学的机器人实验室战队名为“华南虎”。[25]
- 華南虎照片事件

## 備註
1. ↑  《相关资料："华南虎"为何又称"厦门虎"[永久]》，廈門日報
2. ↑  数字中国：《拯救华南虎（图） （页面存档备份，存于）》
3. ↑  《拯救华南虎 （页面存档备份，存于）》，浙江百山祖国家级自然保护区
4. ↑  藏點：《华南虎原产地真相调查[永久]》，海峽都市報
5. ↑  《相关资料：厦门虎曾经现身厦门十来次[永久]》，廈門日報
6. ↑  《厦门史地丛谈》——“厦门虎”现身厦门，洪卜仁 著，厦门大学出版社，2007年3月
7. ↑  . The Economist.   [2020-06-06]. ISSN 0013-0613. （原始内容存档于2020-06-06）.
8. ↑  . m.sohu.com.   [2025-08-06] （英语）.
9. ↑  . 江西縣人民政府 （中文）.
10. ↑  . 生物多樣性. 2022 （中文）.
11. ↑  . www.isenlin.cn.   [2025-07-15].
12. ↑  . lyj.gd.gov.cn.   [2025-07-17].
13. ↑  . 廣東省林業局. 2022-7-29 （中文）.
14. ↑  . news.sohu.com.   [2025-07-15].
15. ↑  環球科學貓. . 搜狐網. 2022-6-30  [2025-7-15] （中文）.
16. ↑  . www.bilibili.com.   [2025-07-14].
17. ↑  . news.sohu.com.   [2025-07-15].
18. ↑  . lyj.gd.gov.cn.   [2025-07-17].
19. ↑  . Apple Daily 蘋果日報.   [2020-06-06]. （原始内容存档于2020-06-06）.
20. ↑  《我国圈养华南虎全是近亲繁殖 濒危程度超大熊猫" （页面存档备份，存于）》，中國日報 CHINA DAILY
21. ↑  《溫總出席13國「虎峰會」 英媒指華南虎已絕種" （页面存档备份，存于）》，香港 文匯報
22. ↑  Guo, Jerry. . Nature. 2007-11-27: news.2007.290. ISSN 0028-0836. doi:10.1038/news.2007.290 （英语）.
23. ↑  . 网易. 2016-08-16  [2020-06-06]. （原始内容存档于2020-02-17）.
24. ↑  . finance.people.com.cn.   [2025-01-29]. （原始内容存档于2024-01-17）.
25. ↑  . RoboMaster 超级对抗赛.   [2025-05-18].

## 相关链接
- 野生动物网
- 中国虎南非野化训练（页面存档备份，存于）